# Věta o kompaktnosti

Animovaná ilustrace základního principu věty o kompaktnosti.

Věta o kompaktnosti je jednou ze základních vět matematické logiky a teorie modelů. Poprvé ji dokázal rakouský logik Kurt Gödel.

## Znění
Věta o kompaktnosti má dvě odlišné verze – pro výrokovou logiku a pro predikátovou logiku. Pro predikátovou verzi se běžně používá název pouze věta o kompaktnosti.

### Věta o kompaktnosti pro výrokovou logiku
Nechť T je množina formulí. Je-li každá konečná podmnožina T splnitelná (tj. existuje-li ohodnocení atomů, přiřazující všem formulím z ní jedničku), pak je celá T splnitelná.

### Věta o kompaktnosti pro predikátovou logiku
Pokud každá konečná podteorie teorie T má model, pak teorie T má model.

## Důsledky a aplikace
Zásadním důsledkem věty o kompaktnosti je Löwenheim-Skolemova věta, dalšími jsou například věty o existenci kompaktních a saturovaných modelů.
Z (predikátové) věty o kompaktnosti například snadno plyne, že třída všech konečných struktur daného jazyka není axiomatizovatelná, tj. neexistuje teorie T, jejímiž modely jsou právě všechny konečné struktury daného jazyka. Pokud by totiž taková teorie T existovala, tak by byla uvažována teorie S vzniklá rozšířením T o nekonečně mnoho axiomů tvaru „existuje alespoň n prvků“ pro každé přirozené číslo n. Protože modelem T je jakákoli konečná struktura, má každá konečná část S model, tedy podle věty o kompaktnosti má model i celá S. Tento model je však zřejmě nekonečný a je zároveň modelem T, což je spor.

## Důkazy
Věta o kompaktnosti má mnoho různých důkazů:
- je přímým důsledkem Gödelovy věty o úplnosti (přesněji její výrokové resp. predikátové verze)
- výroková verze je důsledkem Tichonovovy věty hovořící o kompaktnosti součinu kompaktních topologických prostorů
- výrokovou verzi lze dokázat „konstruktivně“ transfinitní indukcí (přímo se zkonstruuje (s užitím axiomu výběru) hledané ohodnocení)
- predikátová verze se dá dokázat užitím ultraproduktů